# برت بکراک
برت بکراک (انگلیسی: Burt Bacharach؛ زادهٔ ۱۲ مهٔ ۱۹۲۸ – درگذشتهٔ ۸ فوریهٔ ۲۰۲۳) موسیقی‌دان اهل ایالات متحده آمریکا برنده جایزه اسکار بود. وی از سال ۱۹۵۰ تا ٢٠٢٣ میلادی مشغول فعالیت بود.

## جوایز
وی همچنین سه بار برنده جوایزی همچون جایزه اسکار بهترین موسیقی فیلم شده‌است.